# Tetracera alnifolia
Tetracera alnifolia är en tvåhjärtbladig växtart. Tetracera alnifolia ingår i släktet Tetracera och familjen Dilleniaceae.

## Underarter
Arten delas in i följande underarter:
- T. a. alnifolia
- T. a. dinklagei